# Saint-Pôtan
Saint-Pôtan är en kommun i departementet Côtes-d'Armor i regionen Bretagne i nordvästra Frankrike. Kommunen ligger i kantonen Matignon som tillhör arrondissementet Dinan. År 2022 hade Saint-Pôtan 833 invånare.

## Befolkningsutveckling
Antalet invånare i kommunen Saint-Pôtan
Referens:INSEE